# The Motels
The Motels es una banda new wave estadounidense del área de San Francisco, formada en 1971. Sus canciones más conocidas han sido Only the Lonely y Suddenly Last Summer, cada una de las cuales alcanzó el n° 9 del Billboard Hot 100, en 1982 y 1983, respectivamente. Su canción "Total Control" llegó al n° 7 en los charts australianos en 1980. Martha Davis (nacida el 19 de enero de 1951), la vocalista líder, reformó la banda en 1998 dando lugar a una formación llamada "The Motels featuring Martha Davis" con la que salió de gira. En 2013, la banda fue renombrada permanentemente como "Martha Davis and The Motels". Desde entonces, se encuentra de gira alrededor del mundo con la formación que ha tocado con Davis por los últimos diez años. Es de destacar que esta última formación ha estado más tiempo tocando junta que la de los miembros originales de The Motels.

## Historia

### Primera formación
La primera formación de The Motels se produjo en Berkeley, California, en 1971. Lisa Brenneis (bajo) convenció a Dean Chamberlain (primera guitarra), Chuck Wada (guitarra rítmica) y Martha Davis (voces, guitarra) para formar una banda (llamada luego The Warfield Foxes). Con la esperanza de tener una mejor exposición y buscando un contrato de grabación se mudaron a Los Ángeles en 1975. Instalados allí, Lisa Brenneis dejó el grupo y la banda cambió su nombre a "Angels of Mercy" y luego a "The Motels", con Davis y Wada contribuyendo al repertorio con canciones originales. En esta época la banda consiguió dos nuevos integrantes para cubrir espacios vitales: Richard D'Andrea en bajo y Robert Newman en batería.
The Motels y otros dos grupos del área, The Pop and The Dogs, patearon la escena local con un concierto de producción propia llamada Radio Free Hollywood. Esta presentación se llevó a cabo en un viejo teatro, el Troupers Hall. Antes de este concierto pocos clubes, si lo hacía alguno, contrataban a grupos para tocar en locales de alto perfil como Whisky y The Roxy. La banda también estuvo invitada en el popular programa de radio de Rodney Bingenheimer. Poco después grabaron un demo para Warner Bros. Records pero fue rechazado. A su vez, la banda recibió la oferta de un contrato con Capitol Records pero fueron ellos los que, en esta oportunidad, no aceptaron. En 1977 la banda se disolvió citando diferencias musicales entre ellos. Una canción del demo entregado a Warner Bros., "Counting", fue incluida en el compilado de Rhino Records Saturday Night Pogo, lanzado en 1978.
De esta primera formación, Chamberlain fue escuchado otra vez con su banda Code Blue con contrato con Warner Bros. Records. Richard d'Andrea se unió a The Pits y más tarde disfrutó de casi tres años con The Know. Robert Newman se convirtió en un exitoso director de arte y diseñador. Chuck Wada continuó escribiendo y tocando siendo también asesor financiero. Por última, Lisa Brenneis ha escrito una serie de libros sobre el programa de edición Final Cut Pro y hoy en día cultiva mandarinas Pixie en Ojai, California.

### Segunda formación
En marzo de 1978, Davis y el guitarrista líder Jeff Jourard (anteriormente integrante de la banda Tom Petty and the Heartbreakers antes de que se volviera conocida) decidieron volver a formar The Motels. Exhaustivas audiciones resultaron en una nueva integración para la banda, compuesta ahora de Marty, el hermano de Jourard, quien tocó tanto el saxofón como los teclados, Michael Goodroe en bajo, y Brian Glascock en baterías. Corto de fondos, el grupo compartió espacio de ensayo con The Go-Go's en el notorio sótano punk de Los Ángeles, The Masque, y tocaron en Chinatown, en el restaurante y club nocturno de Esther Wong con tanta regularidad que terminaron siendo considerados the house band. The Motels comenzaron a atraer multitud de fieles alrededor de la escena musical de L.A. y el 13 de mayo de 1979 el grupo firmó contrato con Capitol Records, lanzando su álbum debut The Motels cuatro meses más tarde. Su primer sencillo, "Closets and Bullets", no tuvo impacto en las listas de éxitos musicales, pero el lanzamiento de su segundo sencillo, "Total Control", encontró su camino hacia el Top 20 en France y el Top 10 en Australia.
En 1980 Jourard fue reemplazado como guitarrista líder por el novio de Davis, Tim McGovern y la banda volvió a un estudio para grabar su segundo álbum, Careful. Lanzado en junio de 1980, trepó al puesto n° 45 en la lista de éxitos del Billboard 200 de los Estados Unidos. En Europa y el Reino Unido, los temas "Days Are OK" y "Whose Problem?" llegaron al Top 50 de los hits; "Whose Problem?" fue también un top hit en Australia y "Danger", en el Top 20 francés.
La banda contrató al productor discográfico Val Garay para su tercer álbum, Apocalypso. Se programó para ser lanzado en noviembre de 1981 pero, después de que Capitol Records escuchara el producto final, lo rechazaron por "no ser suficientemente comercial" y "demasiado raro". La banda trató de volver a estudio y regrabar el álbum en su totalidad pero, en el proceso, la relación de Davis y McGovern se disolvió y hacia diciembre de 1981, este último ya no integraba la banda (McGovern subsecuentemente formó la banda Burning Sensations). El resto del grupo se unió fuertemente para finalizar la grabación del nuevo álbum usando músicos de sesión para llenar las partes de McGovern en varios de los temas. Adrian Peritore (quien apareció como Guy Perry debido a que su anterior productor había deletreado mal su nombre en la tapa de un álbum) fue contratado a fin de enero y tocó la guitarra líder en algunos de ellos, incluyendo "He Hit Me".  El álbum fue lanzado el 5 de abril de 1982 bajo el título All Four One.

El primer sencillo de All Four One fue Only the Lonely, el cual alcanzó el puesto n° 9 del Billboard Hot 100 y n° 6 del Billboard en su tabla de Top Tracks.  La canción "Mission of Mercy" también recibió suficiente difusión como para alcanzar el n° 23 de esa misma tabla.  Además, otros dos sencillos, "Take the L" y "Forever Mine", también lograron alcanzar el Billboard Hot 100.  El lanzamiento de All Four One, el primer álbum exitoso de la banda en los Estados Unidos, coincidió con el surgimiento de MTV, lo cual llevó a la creación de los vídeos musicales de los temas "Only the Lonely" y "Take the L". Davis obtuvo un premio en la categoría Mejor actuación en un vídeo musical de la American Music Award en 1982 por su trabajo en "Only the Lonely". Durante 1982, la banda añadió para sus tours al tecladista/ guitarrista Scott Thurston anteriormente integrante de Iggy and The Stooges.
El productor Val Garay se encontraba, para entonces, firmemente en control de la producción de álbum y vídeo para la banda y se convirtió también en su nuevo mánager, tras la decisión de ésta de dejar de lado a su anterior compañía de representación artística, Fritz Turner Management.  En enero de 1983 The Motels se presentó en Saturday Night Live. El grupo regresó al estudio de grabación en febrero de ese año y, más tarde, lanzó el álbum Little Robbers. El primer sencillo del álbum, Suddenly Last Summer, fue un Top 10 hit en los Estados Unidos, consiguiendo finalmente el disco de oro en los Estados Unidos, Canadá y varios otros países. En agosto, ante la insistencia de Garay, David Platshon fue incorporado en batería con Glascock pasando, con renuencia, a percusión.
Durante este período Martha Davis también participó como vocalista invitada en el tema "The Monkey Time" del álbum Outside Inside (1983) de The Tubes. La canción estaba pensada para ser el segundo sencillo de ese trabajo, después del altamente exitoso "She's A Beauty". Pero un desacuerdo con el representante y la compañía discográfica llevaron a The Tubes a regrabar la canción con Michelle Gray como vocalista invitada. La subsecuente demora en el lanzamiento rompió el momentum que había construido el primer sencillo y la regrabada "Monkey Time" no tuvo un éxito notable. Además, todas las siguientes ediciones del álbum "Outside Inside" hasta el 2012 presentan la versión con Michelle Gray. Después de esa fecha, las reediciones posteriores al lanzamiento remasterizado por el sello Iconoclassic han presentado la versión de Martha Davis en su posición original en el álbum con la de Michelle Gray (listado como "Versión sencillo") como uno de los cuatro bonus tracks.
El primer tramo del tour Little Robbers comenzó en enero de 1984 pero terminó abruptamente en febrero con el despido de Garay como representante por razones personales. El baterista Platshon fue bajado y Glascock reasumió su lugar en ese lugar. La banda continuó actuando bajo una nueva representación y grabaron para las bandas de sonido de dos películas: "Long Day" para Moscow on the Hudson e "In the Jungle" para Teachers. Para mediados del verano estaban nuevamente grabando en estudio un nuevo material.
Hacia finales de 1984, Capitol Records trajo al productor Richie Zito, en un intento de mantener el aspecto comercial del grupo. Después de más de un año de grabación, la banda finalmente lanzó su quinto álbum, Shock, en septiembre de 1985. El primer sencillo del álbum fue "Shame", que alcanzó el n° 21 del Billboard Hot 100 y n° 10 en la tabla Top Rock Tracks de los Estados Unidos. Otros dos sencillos fueron tomados del álbum: el tema intitulado "Shock" y "Icy Red", llegando este último al n° 84 del Billboard. Desde principios de 1986 a febrero de 1987, The Motels trabajó en temas para un planeado sexto álbum. Sin embargo, en febrero de 1987, Martha Davis llevó a los integrantes de la banda a un bar local para comunicarles uno a la vez que había decidido disolver la banda y seguir como solista.
Todos los integrantes de la banda del período 1982—1987 se reunieron en 2004 para una aparición en VH1's llamada Bands Reunited; junto a Davis estuvieron Michael Goodroe, Marty Jourard, Brian Glascock y Adrian Peritore (aka Guy Perry). En agosto de 2011 la versión original de Apocalypso, el tercer álbum de The Motels, fue lanzada por Omnivore Recordings.

### Martha Davis solista
Davis lanzó su primer álbum solista titulado Policy en noviembre de 1987. Los músicos que trabajaron con ella incluyen a Clarence Clemons, Kenny G y Charlie Sexton. En noviembre, consiguió un puesto n° 8 en Australia con "Don't Tell Me the Time", pero en los Estados Unidos la canción solo alcanzó el n° 80. La crítica recibió el álbum con indiferencia, con muchos analistas alabando la voz de Davis pero señalando que el álbum sonaba liviano y falto de un golpe evocador. Poco después, Davis le pidió a Capitol Records que la liberaran de su contrato.
Después de dejar la discográfica, se focalizó en diferentes estilos de música y grabó canciones para varias bandas de sonido de películas pero parecía que su carrera musical estaba en una espiral descendente. A principios de la década de 1990, Davis comenzó a interpretar en actuaciones sorpresa ocasionales las cuales la encontraron experimentando con nuevas canciones escritas por ella.
Martha Davis lanzó varios álbumes en el nuevo milenio; entre ellos: ...So the Story Goes en 2004, Beautiful Life en 2008, y en 2011, un álbum para chicos, Red Frog Presents: 16 Songs For Parents And Children.

### Tercera formación:The Motels presentando a Martha Davis

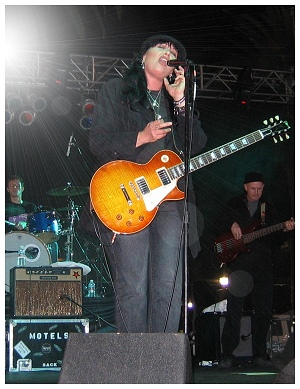
Martha Davis y The Motels, cantando en Hollywood Park, 2006

En 1997, Martha Davis comenzó a aparecer en vivo con una banda compuesta por Erik Lemaire (guitarra), Adrian Burke (bajo), Jason Loree (batería), y David Van Pattoen (teclados/guitarra). Este grupo comenzó a autodenominarse Martha Davis and The Motels en marzo de 1998. Después de esa fecha, la formación consistía de Mic Taras en guitarra líder, Angelo Barbera en bajo, Kevin Bowen en teclados, Michael Barbera en teclados/ saxofón y Jason Loree en batería. En 1999 Nick LeMieux se unió a la banda en los teclados. El repertorio tocado en estas actuaciones estaba conformado casi enteramente de nuevo material. En 2001 la banda cambió a un compacto conjunto de cuatro integrantes con Davis y Taras acompañados por Fritz Lewak (batería) y David Sutton (bajo). Hacia 2004 la banda había realizado más de 70 conciertos y recorrido los Estados Unidos y Australia. Hacia 2006 la banda incluía a Davis en voz y guitarra, Nick Johns (bajo/ teclados), Eric Gardner (batería), Clint Walsh (guitarra), y Jon Siebels (guitarra).
En 2005 Davis y los nuevos Motels lanzaron un CD independiente intitulado So the Story Goes el cual se agotó. Sony Records también lanzó un álbum en vivo llamado Standing Room Only, el cual fue grabado en el concierto en el famoso Coach House Club de San Juan Capistrano en 2006. The Motels presentando a Martha Davis también apareció en la versión estadounidense de Hit Me, Baby, One More Time y recorrió los Estados Unidos y Australia en 2007. Martha Davis actuó en el Teatro ZinZanni de Seattle en 2005, para la cual colaboró con el Maestro TZ Norm Durkee para realizar el CD especial Omnium, que estuvo listo solo en la tienda de regalos del Teatro ZinZanni. En agosto de 2007, juntó otros actos de las décadas de 1970 y 1980 para la serie de conciertos australianos Countdown Spectacular 2.
El álbum Clean Modern and Reasonable, editado en septiembre de 2007, fue el primer lanzamiento bajo el nombre "The Motels" en 22 años. El álbum contiene versiones acústicas de hits pasados, lados-B y material solista de Davis, incluyendo nuevas grabaciones de "Take The L", "Only the Lonely", y "Suddenly Last Summer". En abril de 2008 Martha Davis/ The Motels lanzaron dos nuevos álbumes en un mismo día; el nuevo álbum de estudio de The Motels This y el proyecto solista de Martha Davis Beautiful Life. El solista fue promocionado como una jornada oscuramente autobiográfica a través de la vida de Davis.
El tour de The Motels del verano de 2009 encontró a Martha Davis una vez más rodeándose de todos músicos nuevos: Felix Mercer (teclados), Matthew Brown (bajo), Matthew Morgan (batería), y Matt Miller (guitarra). Sin embargo, miembros anteriores continuaron tocando en la banda en un arreglo de mezcla y combinación dependiendo del lugar.
Al final de 2009 y comienzo de 2010, Davis dejó en disponibilidad dos lanzamientos directos para bajar, uno de los cuales, "Mr. Grey", fue un sencillo de su siguiente álbum, provisionalmente conocido como el Jazz CD. Seguido del lanzamiento de ese sencillo presentó, el 20 de enero de 2010, un álbum de canciones para chicos intitulado Red Frog Presents: 16 Songs for Parents and Children, mientras el trabajo en el CD continuaba. Hacia el verano de 2011, Davis puso en espera su álbum de jazz (rebautizado como "I Have My Standards"), aunque todavía planea lanzarlo en el futuro.

### Formación actual:Martha Davis y The Motels
Al final de 2012, Martha Davis y The Motels abrieron para The Go-Go's en el Hollywood Bowl, su primera actuación en este lugar. El 19 de enero de 2013, Martha firmó con el mánager Greg Sims de Vesuvio Entertainment. Martha Davis comenzó las actuaciones de 2013, el 25 de enero en la convención NAMM en su serie de conciertos especiales “Living Legends” en el escenario principal. Este fue el comienzo del crecimiento de la popularidad y el éxito de la banda. Le siguió un tour de verano de costa a costa, con actos como los de Bow Wow Wow y conciertos como el de Labor Day con The Bangles.
Durante el tour de 2013, la banda fue llamada en volantes y sitios web como "Martha Davis y the Motels" convirtiéndose en el nombre oficial de la banda, con una formación consistente de Nick Johns (bajo/ teclados), Eric Gardner (batería), Clint Walsh (guitarra) y Brady Wills (bajo). Subsecuentemente, el saxofonista y tecladista original de The Motels, Marty Jourard, se volvió a unir a la banda en muchas de las fechas de 2014, comenzando con un show con entradas agotadas en el Whisky a Go Go, en la celebración de su 50 aniversario. Un film de alta definición de ese concierto se encuentra en preparación, con el ganador del premio Emmy, el cinematografista Roy H. Wagner y la dirección de la coreógrafa Denise Faye, conocida por su trabajo en "Chicago" y "Burlesque". A finales de 2013, Jourard también su unió a la banda en un exitosos tour en Australia/ New Zealand, cuando Davis apareció en los programas de TV "Mornings" y "Spicks and Specks".
Recientemente se anunció que Martha Davis y The Motels se unirán a The Go-Go's en un tour por los Estados Unidos durante el verano de 2014. En estos momentos, la banda está grabando un nuevo álbum para ser lanzado a fines de 2014 o principios de 2015.

## Discografía

### Álbumes de estudio
| Año  | Álbum                       | US  | AUS | Notas                               |
| ---- | --------------------------- | --- | --- | ----------------------------------- |
| 1979 | Motels                      | 175 | 13  | Gold - AU                           |
| 1980 | Careful                     | 45  | 26  | Gold - AU                           |
| 1982 | All Four One                | 16  | 20  | Gold - US                           |
| 1983 | Little Robbers              | 22  | 34  | Gold - US                           |
| 1985 | Shock                       | 36  | 23  |                                     |
| 2007 | Clean Modern and Reasonable | --  | --  |                                     |
| 2008 | This                        | --  | --  |                                     |
| 2011 | Apocalypso                  | --  | --  | Grabado en 1981, después de Careful |

### Álbumes en vivo
| Año  | Álbum                            | U.S. albums | AU albums | Notas                         |
| ---- | -------------------------------- | ----------- | --------- | ----------------------------- |
| 2007 | Standing Room Only               | --          | --        | En vivo en Coach House        |
| 2009 | Atomic Cafe: Greatest Songs Live | --          | --        | En vivo en Boston 1979 y 1980 |

### Martha Davis solista
| Año  | Álbum                                                | U.S. albums | AU albums | Notas |
| ---- | ---------------------------------------------------- | ----------- | --------- | ----- |
| 1987 | Policy                                               | 127         | 28        |       |
| 2004 | ...So the Story Goes                                 | --          | --        |       |
| 2008 | Beautiful Life                                       | --          | --        |       |
| 2010 | Red Frog Presents: 16 Songs For Parents And Children | --          | --        |       |

### Compilaciones
| Año  | Álbum                | U.S. albums | AU albums | notes |
| ---- | -------------------- | ----------- | --------- | ----- |
| 1978 | Saturday Night Pogo  | --          |           |       |
| 1988 | No Reservations      | --          | 48        |       |
| 1990 | No Vacancy           | --          | --        |       |
| 2001 | Anthologyland        | --          | --        |       |
| 2002 | Classic Masters      | --          | --        |       |
| 2003 | The Best of          | --          | --        |       |
| 2005 | Essential Collection | --          | --        |       |

### Contribuciones para bandas de sonido de películas[40]
| Año  | Película             | Canción                                                                                           |
| ---- | -------------------- | ------------------------------------------------------------------------------------------------- |
| 1984 | Moscow on the Hudson | "Long Day"                                                                                        |
| 1984 | Teachers             | "In the Jungle (Concrete Jungle)"                                                                 |
| 1986 | The Golden Child     | "Shame On You" (Martha Davis solo) (la canción está en la banda de sonido pero no en la película) |
| 1986 | Something Wild       | "Total Control"                                                                                   |
| 1986 | Night of the Creeps  | "Nightmares" (Martha Davis solo)                                                                  |
| 1986 | Soul Man             | "Love and Affection" (Martha Davis and Sly Stone duet)                                            |
| 1987 | Made in Heaven       | "We've Never Danced" (Martha Davis solo)                                                          |
| 1990 | Madhouse             | "Madhouse" (Martha Davis solo)                                                                    |
| 1992 | Miracle Beach        | "I Can't Believe" (Martha Davis solo)                                                             |
| 1993 | Death Ring           | "Mission Of Mercy"                                                                                |
| 1997 | A Smile Like Yours   | "You Got What It Takes" (Martha Davis and Ivan Neville duet)                                      |

### Sencillos
| Año  | Canción                                  | U.S. Hot 100 | U.S. AC | U.S. Rock | U.S. Dance | AU singles | CN singles | UK singles | FR singles | NZ singles | Álbum                          |
| ---- | ---------------------------------------- | ------------ | ------- | --------- | ---------- | ---------- | ---------- | ---------- | ---------- | ---------- | ------------------------------ |
| 1979 | "Closets and Bullets"                    | -            | -       | -         | -          | -          | -          | -          | -          | -          | Motels                         |
| 1979 | "Total Control"                          | 109          | -       | -         | -          | 4          | -          | -          | 19         | 11         | Motels                         |
| 1980 | "Anticipating"                           | -            | -       | -         | -          | -          | -          | -          | -          | -          | Motels                         |
| 1980 | "Danger"                                 | -            | -       | -         | -          | 88         | -          | -          | 15         | 30         | Careful                        |
| 1980 | "Whose Problem?"                         | -            | -       | -         | -          | 43         | -          | 42         | -          | -          | Careful                        |
| 1981 | "Days are OK"                            | -            | -       | -         | -          | -          | -          | 41         | -          | -          | Careful                        |
| 1982 | "Mission of Mercy"                       | -            | -       | 23        | -          | -          | -          | -          | -          | -          | All Four One                   |
| 1982 | "Only the Lonely"                        | 9            | 27      | 6         | 7          | 28         | 21         | -          | -          | 10         | All Four One                   |
| 1982 | "Take the L"                             | 52           | -       | 36        | -          | 21         | -          | -          | -          | 44         | All Four One                   |
| 1982 | "Forever Mine"                           | 60           | -       | -         | -          | -          | -          | -          | -          | -          | All Four One                   |
| 1983 | "Art Fails"                              | -            | -       | -         | -          | -          | -          | -          | -          | -          | All Four One                   |
| 1983 | "Suddenly Last Summer"                   | 9            | 18      | 1         | 18         | 34         | 11         | -          | -          | 28         | Little Robbers                 |
| 1983 | "Remember the Nights"                    | 36           | -       | 12        | -          | -          | -          | -          | -          | -          | Little Robbers                 |
| 1984 | "Footsteps"                              | -            | -       | -         | -          | -          | -          | -          | -          | -          | Little Robbers                 |
| 1984 | "Little Robbers"                         | -            | -       | 18        | -          | -          | -          | -          | -          | -          | Little Robbers                 |
| 1984 | "In the Jungle"                          | -            | -       | -         | -          | -          | -          | -          | -          | -          | Teachers Soundtrack            |
| 1985 | "Shame"                                  | 21           | 22      | 10        | 14         | 18         | 25         | -          | -          | -          | Shock                          |
| 1985 | "Shock"                                  | 84           | -       | -         | -          | -          | -          | -          | -          | -          | Shock                          |
| 1985 | "Icy Red"                                | -            | -       | -         | -          | -          | -          | -          | -          | -          | Shock                          |
| 1986 | "Love and Affection"                     | -            | -       | -         | -          | -          | -          | -          | -          | -          | Soul Man Soundtrack            |
| 1987 | "Shame on You"                           | -            | -       | -         | -          | -          | -          | -          | -          | -          | Golden Child Soundtrack        |
| 1987 | "We've Never Danced" (Martha Davis solo) | -            | -       | -         | -          | -          | -          | -          | -          | -          | Made in Heaven banda de sonido |
| 1987 | "Don't Tell Me the Time"                 | 80           | -       | -         | -          | 8          | -          | -          | -          | -          | Policy (Martha Davis solo)     |
| 1988 | "Tell it to the Moon"                    | -            | -       | -         | -          | 65         | -          | -          | -          | -          | Policy (Martha Davis solo)     |
| 1988 | "Just Like You"                          | -            | -       | 47        | -          | -          | -          | -          | -          | -          | Policy (Martha Davis solo)     |
| 1988 | "Don't Ask Out Loud"                     | -            | -       | -         | -          | 90         | -          | -          | -          | -          | Policy (Martha Davis solo)     |
| 1988 | "What Money Might Buy"                   | -            | -       | -         | -          | -          | -          | -          | -          | -          | Policy (Martha Davis solo)     |
| 2009 | "Mr. Grey"                               | -            | -       | -         | -          | -          | -          | -          | -          | -          | Jazz CD (forthcoming CD)       |

### Otros trabajos de Martha Davis
| Año  | Álbum                           | Notas                                           |
| ---- | ------------------------------- | ----------------------------------------------- |
| 1990 | Madhouse (banda de sonido)      |                                                 |
| 2005 | Omnium                          | Escrita con Teatro ZinZanni Maestro Norm Durkee |
| 2005 | A T. Rex Named Sue              | Contribución en la canción "Fossile Hunter"     |
| 2006 | That 80's Merry Christmas Album | Contribución en la canción Santa Baby           |

### Vídeos deThe Motels / Martha Davis
| Año  | Vídeo                  | Notas                    |
| ---- | ---------------------- | ------------------------ |
| 1982 | Only the Lonely        |                          |
| 1982 | Take the L             |                          |
| 1983 | Suddenly Last Summer   | producido por Val Garay  |
| 1983 | Remember the Nights    | producido por Val Garay  |
| 1985 | Shame                  |                          |
| 1985 | Shock                  |                          |
| 1986 | Icy Red                |                          |
| 1986 | Cries and Whispers     |                          |
| 1987 | Don't Tell Me the Time |                          |
| 1988 | Tell It To The Moon    |                          |
| 2011 | Lost But Not Forgotten | editado por Alan Suboter |

## Premios
- American Music Awards 1982: Mejor actuación por "Only The Lonely" en los American Music Awards de 1982.[43]
- Independent Music Awards 2012: Apocalypso - Mejor reedición de un álbum.[44]